# Tännforsen
Tännforsen este o arie protejată (arie specială de conservare — SAC, sit de importanță comunitară — SCI) din Suedia întinsă pe o suprafață de 9,3 ha, integral pe uscat.

## Localizare
Centrul sitului Tännforsen este situat la coordonatele 63°26′41″N 12°44′18″E / 63.4447°N 12.7384°E.

## Înființare
Situl Tännforsen a fost declarat sit de importanță comunitară în ianuarie 1997 pentru a proteja un număr necunoscut de specii din flora spontană și fauna sălbatică aflate în arealul zonei. Situl a fost protejat și ca arie specială de conservare în decembrie 2009.

## Biodiversitate
Situată în ecoregiunea alpină, aria protejată conține 2 habitate naturale: Taiga vestică, Râuri naturale fino-scandinave.
La baza desemnării sitului se află un număr nedeclarat de specii protejate.